# Waganowa-Methode
Die Waganowa-Methode ist eine Unterrichtsmethode für das klassische Ballett, die von der russischen Balletttänzerin und Tanzpädagogin Agrippina Waganowa erfunden wurde. Sie ist offizieller pädagogischer Leitfaden der Waganowa-Ballettakademie St. Petersburg und bei allen staatlichen Lehreinrichtungen für klassischen Tanz in Deutschland.
Waganowa vereint in ihrer Methodik sowohl Elemente der französischen und der italienischen Schule als auch Einflüsse anderer russischer Tänzer und Tanzpädagogen.
Besonderen Wert legt Waganowa auf die Rolle des Lehrers im Unterricht. Von der Art, der Dauer, der Intensität und dem korrekten pädagogischen Aufbau seines Unterrichts hängt letztendlich der Trainingserfolg ab.
Grundlagen der Waganowa-Methode sind die Kräftigung der unteren Rückenmuskulatur und die korrekte Haltung und Benutzung der Arme und Schultern. Der Fokus des Trainings liegt auf den für den klassischen Tanz unabdingbaren Elementen Kraft, Beweglichkeit und Ausdauer. Als besondere Stärke der nach Waganowa ausgebildeten Schüler gilt das grand allegro, also Soli mit hohen, weiten Sprüngen und virtuosen Pirouetten.
1948 verfasste Waganowa das Buch Grundlagen des Klassischen Tanzes, in dem sie ihre Ideen und Prinzipien erklärt und erläutert.
Nach Waganowas Tod wurde ihre Methode unter anderem von der russischen Pädagogin Vera Kostrowitskaja weitergeführt. Als Anerkennung der pädagogischen Leistungen Waganowas wurde 1957 die Ballettschule des Kirow-Balletts in Waganowa-Ballettakademie umbenannt. Heute ist die Waganowa-Methode weit verbreitet in Russland, Europa und Nordamerika.